# Royal Ranch
Royal Ranch ist eine britische Jugend-Dramedy-Miniserie der Walt Disney Company, die für Disney Channel UK umgesetzt wurde. Die Premiere der Miniserie fand im Vereinigten Königreich und in Irland am 20. November 2017 in der Disney Channel App statt. Die deutschsprachige Erstausstrahlung erfolgte am 15. Dezember 2017 auf dem Free-TV-Sender Disney Channel.

## Handlung
Royal Ranch erzählt die Geschichte von Finny, einem lebenslustigen, jungen Mädchen, das unglaublich gut mit Pferden umgehen kann, und zusammen mit ihrer Mutter Nadine und ihrer Großmutter Anne Marie lebt. Als Finny ihr geliebtes Pferd Lottie verkaufen muss, damit ihre Familie über die Runden kommt, ist sie zunächst traurig. Doch bald darauf, wird ihr Leben auf den Kopf gestellt, als Finny das Angebot von König Oswald annimmt, den verzogenen Zwillingen Prinz Arthur und Prinzessin Henrietta das Reiten beizubringen. Finny hat sich die Aufgabe leichter vorgestellt, denn die Zwillinge haben allerlei verrückte Streiche auf Lager und sind sehr hochnäsig zu ihr. Gerade als Finny anfängt, sich in San Morania wohlzufühlen und Spaß zu haben, kommt sie einem Familiengeheimnis auf die Spur. Und trifft unverhofft auf Prinz Eugene, einen Verbündeten inmitten all des Wahnsinns. 

## Besetzung und Synchronisation
Die deutsche Synchronisation entsteht unter der Dialogregie und dem Dialogbuch von Julia Haacke durch die Synchronfirma SDI Media Germany GmbH in München.
| Rollenname           | Schauspieler/in | Synchronsprecher/in |
| -------------------- | --------------- | ------------------- |
| Finny                | Mia Jenkins     | Katharina Iacobescu |
| Anne Marie           | Lucila Gandolfo | Dagmar Dempe        |
| Prinz Eugene         |                 | Tobias Kern         |
| König Oswald         | Iván Espeche    | Philipp Moog        |
| Prinz Arthur         |                 |                     |
| Prinzessin Henrietta |                 |                     |
| Nadine               |                 | Nina Kapust         |

## Ausstrahlung
UK und Irland
Die komplette Miniserie wurde am 20. November 2017 in der Disney Channel App veröffentlicht. Daneben sind die einzelnen Folgen zurzeit auf dem YouTube-Kanal von Disney Channel UK verfügbar. 
Deutschland
Im deutschsprachigen Raum erfolgte die Premiere der kompletten Miniserie am 15. Dezember 2017 auf dem Disney Channel.
International
| Land                                             | Sender/Plattform   | Premiere          | Ausstrahlungstitel | Ref.  |
| ------------------------------------------------ | ------------------ | ----------------- | ------------------ | ----- |
| Vereinigtes Königreich Irland                    | Disney Channel App | 20. November 2017 | Royal Ranch        | [ 1 ] |
| Italien                                          | YouTube            | 7. Dezember 2017  | Royal Ranch        | [ 4 ] |
| Israel                                           | YouTube            | 12. Dezember 2017 | Royal Ranch        | [ 5 ] |
| Deutschland Österreich Schweiz Liechtenstein     | Disney Channel     | 15. Dezember 2017 | Royal Ranch        | [ 2 ] |
| Frankreich                                       | YouTube            | 17. Dezember 2017 | Royal Ranch        | [ 6 ] |
| Åland Schweden Norwegen Dänemark Finnland Island | YouTube            | 25. Dezember 2017 | Royal Ranch        | [ 7 ] |

## Episodenliste
| Nr. (ges.) | Nr. (St.) | Deutscher Titel           | Originaltitel       | Erstausstrahlung UK | Deutschsprachige Erstausstrahlung (D) |
| ---------- | --------- | ------------------------- | ------------------- | ------------------- | ------------------------------------- |
| 1          | 1         | Auf Wiedersehen Lottie    | A Reluctant Sale    | 20. Nov. 2017       | 15. Dez. 2017                         |
| 2          | 2         | Ein königliches Angebot   | A Royal Invitation  | 20. Nov. 2017       | 15. Dez. 2017                         |
| 3          | 3         | Willkommen in San Morania | Right Royal Trouble | 20. Nov. 2017       | 15. Dez. 2017                         |